# جامع الأبلة

قبة المسجد

مسجد الأبلة هو مَسْجِدُ يَقعُ فِي مِنطَقَةِ الأُبُلّةِ، الواقِعَةِ فِي شَمَالِ غَربِ المعْقل فِي مُحَافَظَةِ البَصرةِ، وَهُوَ مِن المَسَاجِدِ البَصرِيَّةِ القَدِيمَةِ، أُسِّسه العَلّامَةِ السّيّدِ عَبْدِ الحكيمِ الصَّافِي عَام 1968م، بِمُسَاعَدَةِ الخَيّرِين مِن أهلِ البَصرَةِ، وَمِن أسبَابِ بِنَاءِ المَسجِدِ فِي هَذهِ المِنطَقَةِ، انعدام وجُود مَسجِدٍ فِيها، إذ كَانَتْ الأبلّةُ قد بُنِيَتْ فِي عَام 1961م، وسُمِّيَت بِهَذا الاسمِ تذكّراً واحياءً لاسم الأُبُلّةِ القَدِيمةِ، وَكَانَ أغلَب سَاكنِيها مِن الموظّفينَ، فَتَنَبَّهَ العَلّامَةُ السّيِّدُ عبدُ الحكيمِ الصّافِي لِهذا الأمرِ فَقَرّرَ إنشاءَ المَسجِدِ، وَسمَّاه (جَامِع الأبلّة)، فَكَانَ لَهُ الدّورُ الكبيرُ فِي نَشرِ العلومِ الثّقَافيّةِ والدِّينِيّةِ وَالفقهيَّةِ فِي المِنطَقَةِ.
شُيِّدَ الجَامِعُ مَع مُلحَقَاتِهِ عَلى مِسَاحَةٍ قُدِّرتْ بِعَشرَةِ آلافِ مترٍ مربعٍ، وَيَتَكوّنُ مِن حَرَمٍ لإقَامَةِ الصّلاةِ فِيهِ، تتَوسَّطُهُ قُبَّةٌ خُطَّ فِيها مِن الدّاخِلِ آيةُ الكرسِيّ المُبارَكَةُ يَعلُوهَا لَفظُ الجَلالةِ وَأسماءُ المَعصومينَ الأربَعةَ عَشَرَ عليهم السلام، ويَتَخَلّلُها ثَمَانِيةُ شَبَابِيك مُوَزّعَة بِقِياسَاتٍ مُتَسَاوِيَّةٍ فِيمَا بِينَها عَلى كلِّ الجِهَاتِ، تَسمَحُ لِضوءِ الشَّمسِ أنْ يَنفَذَ إلى المُصَلّى، وَفِي أيِّ مُوقِعٍ كَانَتْ خِلال النّهارِ، وَفِي جِهَةِ القِبلَةِ يَكُونُ مِحرَابُ الصّلاةِ، الذي صُمِّمَ بشكلٍ هندسيٍّ رائعٍ، وَطُرِّزَ مِن وَسَطِهِ بالآية القرآنية { فَنَادَتْهُ الْمَلَائِكَةُ وَهُوَ قَائِمٌ يُصَلِّي فِي الْمِحْرَابِ } وَقَد كُسيَ بالكاشي الكربلائيّ، وامتزج فِيهِ اللّونان الأصفرُ والأزرقُ بِشكلٍ يَسرُّ النّاظرَ، وَيَبعَثُ فِي نَفْسِهِ البَهجَةَ، وَبُنيَ إلى جَانِبِ الحرَمِ دِيوانٌ واسعٌ، وَمَكتَبَةٌ عَامِرَةٌ بالدّوريات والكُتُبِ القَيّمَةِ، يُطِلّانِ عَلى بَاحَةِ المَسجِدِ التي تُقَدَّرُ مِسَاحَتُها بـ(2500) متراً مربعاً تقريباً، ومِن تلكَ البَاحَةِ فِي الخارجِ يمكن النظر إلى القبةِ التِي تَوَسطَت الحَرمَ وَقَد غُلِّفَتْ مِن الخَارج بِالكاشي الكربلائيّ، ذي اللّونِ الأخضرِ، يَغشَاهَا مِن الأعلى اللّونُ الذّهبيُّ الذي أضَافَ جَمَالاً لِنَاظرِيها، وقد نقشت عَلِيها أسماءَ المعصومينَ الأربعةَ عشرَ، وتطل علينا من بين اروقة المسجد منارتُهُ التي صمَّمها المهندس (أحمد عذافة السعد) التي يصل ارتفاع إلى (36 متراً).